# Nun freut euch, lieben Christen g’mein

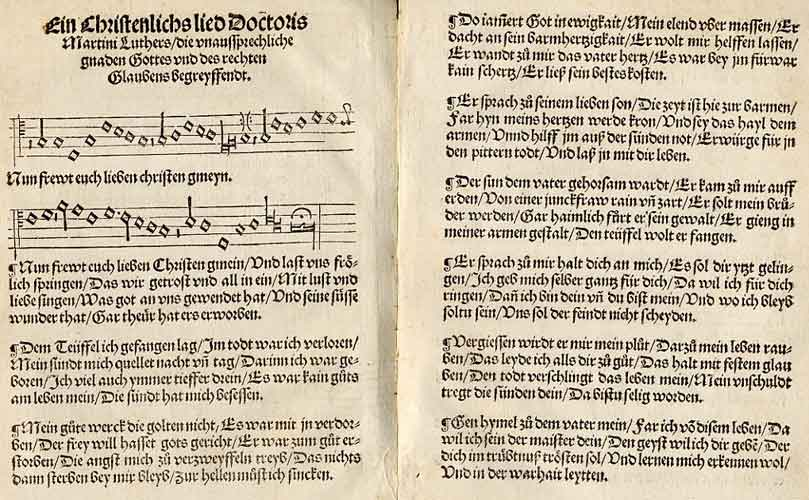
Nun freut euch, lieben Christen g’mein im Achtliederbuch (1524)

Nun freut euch, lieben Christen g’mein ist ein geistliches Lied, dessen Text und Melodie Martin Luther 1523 schrieb. Es gilt als eine seiner ersten und theologisch wichtigsten Dichtungen und gehört bis heute zum Kernbestand deutschsprachiger evangelischer Gesangbücher (EG 341; Hauptlied am Reformationstag).

## Entstehung
Zu seinem ersten Lied Ein neues Lied wir heben an war Luther durch das Martyrium der beiden zur Reformation übergetretenen Augustinermönche Hendrik Vos und Johannes van Esschen angeregt worden. Beide waren am 1. Juli 1523 in Brüssel auf dem Scheiterhaufen hingerichtet worden. Luthers Lied ist ein balladenartiges Erzähllied und war nicht für Kirche und Gottesdienst, sondern für Markt und Straße bestimmt.
In der hymnologischen Forschung gilt als gesichert, dass Nun freut euch, lieben Christen g’mein dem Märtyrerlied unmittelbar folgte. Wie dieses ist es ein Erzähllied ohne literarische Vorlage, jetzt mit Bezug auf die überzeitlich-zeitliche Erlösungstat Gottes, und wie dieses ist es zunächst kein Kirchenlied, sondern ein reformatorisches Volkslied, das von Händlern, Handwerkern und Mägden gesungen wurde und großen Anteil an der Ausbreitung des reformatorischen Gedankenguts hatte. Im Achtliederbuch von 1524 steht es an erster Stelle – von Luthers Hand sind darin außerdem nur drei Psalmennachdichtungen enthalten –, im Erfurter Enchiridion, noch im selben Jahr erschienen, an zweiter Stelle von 26 Liedern.

## Form
Luther dichtete die zehn Strophen in der damals vor allem in der Liebeslyrik gern verwendeten siebenzeiligen jambischen Barform, später eine der meistverwendeten Strophenformen des protestantischen Kirchenlieds und daher auch Lutherstrophe genannt.

## Heute gebräuchlicher Text
1. Nun freut euch, lieben Christen g’mein,

und lasst uns fröhlich springen,

dass wir getrost und all in ein

mit Lust und Liebe singen,

was Gott an uns gewendet hat

und seine süße Wundertat;

gar teu’r hat er’s erworben.

2. Dem Teufel ich gefangen lag,

im Tod war ich verloren,

mein Sünd mich quälte Nacht und Tag,

darin ich war geboren.

Ich fiel auch immer tiefer drein,

es war kein Guts am Leben mein,

die Sünd hatt’ mich besessen.

3. Mein guten Werk, die galten nicht,

es war mit ihn’ verdorben;

der frei Will hasste Gotts Gericht,

er war zum Gutn erstorben;

die Angst mich zu verzweifeln trieb,

dass nichts denn Sterben bei mir blieb,

zur Höllen musst ich sinken.

4. Da jammert Gott in Ewigkeit

mein Elend übermaßen;

er dacht an sein Barmherzigkeit,

er wollt mir helfen lassen;

er wandt zu mir das Vaterherz,

es war bei ihm fürwahr kein Scherz,

er ließ’s sein Bestes kosten.

5. Er sprach zu seinem lieben Sohn:

„Die Zeit ist hier zu erbarmen;

fahr hin, meins Herzens werte Kron,

und sei das Heil dem Armen

und hilf ihm aus der Sünden Not,

erwürg für ihn den bittern Tod

und lass ihn mit dir leben.“

6. Der Sohn dem Vater g’horsam ward,

er kam zu mir auf Erden

von einer Jungfrau rein und zart;

er sollt mein Bruder werden.

Gar heimlich führt er sein Gewalt,

er ging in meiner armen G’stalt,

den Teufel wollt er fangen.

7. Er sprach zu mir: „Halt dich an mich,

es soll dir jetzt gelingen;

ich geb mich selber ganz für dich,

da will ich für dich ringen;

denn ich bin dein und du bist mein,

und wo ich bleib, da sollst du sein,

uns soll der Feind nicht scheiden.

8. Vergießen wird er mir mein Blut,

dazu mein Leben rauben;

das leid ich alles dir zugut,

das halt mit festem Glauben.

Den Tod verschlingt das Leben mein,

mein Unschuld trägt die Sünde dein,

da bist du selig worden.

9. Gen Himmel zu dem Vater mein

fahr ich von diesem Leben;

da will ich sein der Meister dein,

den Geist will ich dir geben,

der dich in Trübnis trösten soll

und lehren mich erkennen wohl

und in der Wahrheit leiten.

10. Was ich getan hab und gelehrt,

das sollst du tun und lehren,

damit das Reich Gotts werd gemehrt

zu Lob und seinen Ehren;

und hüt dich vor der Menschen Satz,

davon verdirbt der edle Schatz:

das lass ich dir zur Letze.“

## Inhalt und Deutungen
Handelnde Personen der Erzählung sind „Ich“, der Teufel, Gott der Vater, Gott der Sohn und der Heilige Geist. Dabei wurde das lyrische Ich lange mit Luther selbst und das Lied über weite Strecken als religiöse Autobiografie verstanden. So heißt es in der Weimarer Werkausgabe:
„Über die Bedeutung dieses Liedes als eine Art poetischen Selbstbekenntnisses sind die meisten Bearbeiter einig. Mit erschütternder Wahrheit und Offenheit schildert es den Weg, ‚den Luther vom Eintritt in das Kloster bis zur Erlangung des vollen Friedens in der Rechtfertigung durch den Glauben innerlich durchlaufen hat[,] und ist damit ein wunderbarer Spiegel seiner inneren Entwicklung.‘“
Diese Auffassung wird jedoch von neueren Interpreten durchweg abgelehnt. Persönliche Erfahrung bringt Luther vielmehr in den allgemein christlichen Grundvorgang der Erlösung ein, den Paulus ganz analog in Römer 7  und Römer 8  beschreibt; auch das Tod und Teufel verfallene Ich in Römer 7 ist nicht Paulus als Individuum, sondern der Mensch, der das Gesetz Gottes vollständig erfüllen soll und darüber mit sich selbst zerfällt. Darum verkündet die erste Strophe als Prolog den Zuhörern der Erzählung, dass die „Wundertat“ an „uns“ geschehen sei.
Den Heilsbeschluss Gottes und das Erlösungshandeln Jesu, sein stellvertretendes Sterben, seine Auferstehung und die Sendung des Geistes als Tröster bringt Luther in wörtlicher Rede zur Sprache – ein Mittel, das dem Lied einen großen Teil seiner Direktheit verleiht. Der Schluss mit der Warnung vor „Menschensatzungen“ formuliert ein spezifisch reformatorisches Anliegen.

## Melodien
Die bis heute gesungene lebhafte Melodieⓘ mit ihren Achtelauftakten und Quartsprüngen schuf Luther wohl zeitnah mit dem Text. Sie ist dem Lied im Erstdruck, dem Achtliederbuch, beigegeben. Im Erfurter Enchiridion ist stattdessen die Melodie eines mittelalterlichen Osterlieds genannt (Freut euch, ihr Frauen und ihr Mann, dass Christ ist auferstanden, um 1390), die mit Es ist das Heil uns kommen her (EG 342) verbunden blieb. Johann Walter komponierte für sein vierstimmiges Geistliches Gesangbüchlein (1524) eine eigene Melodie zu Nun freut euch, die nie Gemeindegesang wurde. Eine weitere, ruhigere Singweiseⓘ schuf Luther selbst für Nun freut euch; sie erschien zuerst im Klugschen Gesangbuch (2. Auflage von 1533; 1. Auflage von 1529 verloren) und liegt den meisten barocken Bearbeitungen des Liedes zugrunde. Diese Melodie blieb zu anderen Texten gebräuchlich (Es ist gewisslich an der Zeit; Ich steh an deiner Krippen hier); mit Luthers freudigem Erlösungslied ist für heutige Sänger untrennbar seine erste Melodie verbunden.
2015 komponierte Michael Penkuhn-Wasserthal im Rahmen eines Liedwettbewerbs der Evangelischen Kirche in Deutschland und des Deutschen Evangelischen Kirchentags eine moderne Melodie zu Nun freut euch, lieben Christen g’mein, die im Liederbuch freiTöne des Deutschen Evangelischen Kirchentags 2017 enthalten ist.

## Übersetzungen
Ins Dänische übersetzt, „Nu fryder eder alle Christne mænd...“ im dänischen Gesangbuch Rostock 1529 [1528], übernommen in das dänische Gesangbuch von Ludwig Dietz, Salmebog, 1536, Nr. 5, und in anderer Übersetzung unter „neue Psalmen“ Nr. 21 („Ver glad oc fro all Christenhed…“); im dänischen Gesangbuch von Hans Tausen, En Ny Psalmebog, 1553. In neuerer Zeit bearbeitet als „Nu fryde sig hver kristen mand og springe højt af glæde...“ 1837, 1862 und 1888, übernommen in das dänische Kirchengesangbuch Den Danske Salmebog, Kopenhagen 1953, Nr. 435, und ebenso in Den Danske Salme Bog, Kopenhagen 1993, Nr. 435 (in der Bearbeitung von Nikolai Frederik Severin Grundtvig, 1837 und 1845). Im aktuellen dänischen Gesangbuch Den Danske Salmebog, Kopenhagen 2002, Nr. 487. Im Gesangbuch der dänischen Heimvolkshochschule Højskolesangbogen, 18. Ausgabe, Kopenhagen 2006, Nr. 37 (übersetzt von Claus Mortensen 1528, bearbeitet von Grundtvig 1837, von Frederik Ludvig Mynster [1811 – 1885], 1862, und von Carl Joakim Brandt [1817 – 1889; Pfarrer in Kopenhagen], 1888; mit der Melodie nach Johann Walter 1524).